# Surat (Puy-de-Dôme)
Pour les articles homonymes, voir Surat.
Surat est une commune française située dans le département du Puy-de-Dôme, en région Auvergne-Rhône-Alpes. Elle fait partie de l'aire d'attraction de Clermont-Ferrand.

## Géographie

### Localisation
Surat est située sur la plaine de la Limagne.
Cinq communes sont limitrophes :
| Sardon            | Thuret | Saint-André-le-Coq |
| Martres-sur-Morge | Surat  |                    |
|                   |        | Saint-Ignat        |

### Climat
Pour des articles plus généraux, voir Climat d'Auvergne-Rhône-Alpes et Climat du Puy-de-Dôme.
En 2010, le climat de la commune est de type climat océanique dégradé des plaines du Centre et du Nord, selon une étude du Centre national de la recherche scientifique s'appuyant sur une série de données couvrant la période 1971-2000. En 2020, Météo-France publie une typologie des climats de la France métropolitaine dans laquelle la commune est exposée à un climat de montagne ou de marges de montagne et est dans la région climatique  Nord-est du Massif Central, caractérisée par une pluviométrie annuelle de 800 à 1 200 mm, bien répartie dans l’année. 
Pour la période 1971-2000, la température annuelle moyenne est de 11 °C, avec une amplitude thermique annuelle de 16,4 °C. Le cumul annuel moyen de précipitations est de 655 mm, avec 8,2 jours de précipitations en janvier et 6,9 jours en juillet. Pour la période 1991-2020, la température moyenne annuelle observée sur la station météorologique de Météo-France la plus proche, « Charmes_sapc », sur la commune de Charmes à 15 km à vol d'oiseau, est de 11,9 °C et le cumul annuel moyen de précipitations est de 675,4 mm,. Pour l'avenir, les paramètres climatiques de la commune estimés pour 2050 selon différents scénarios d'émission de gaz à effet de serre sont consultables sur un site dédié publié par Météo-France en novembre 2022.

## Urbanisme

### Typologie
Au 1er janvier 2024, Surat est catégorisée commune rurale à habitat dispersé, selon la nouvelle grille communale de densité à sept niveaux définie par l'Insee en 2022.
Elle est située hors unité urbaine. Par ailleurs la commune fait partie de l'aire d'attraction de Clermont-Ferrand, dont elle est une commune de la couronne,. Cette aire, qui regroupe 209 communes, est catégorisée dans les aires de 200 000 à moins de 700 000 habitants,.

### Occupation des sols
L'occupation des sols de la commune, telle qu'elle ressort de la base de données européenne d’occupation biophysique des sols Corine Land Cover (CLC), est marquée par l'importance des territoires agricoles (95 % en 2018), en diminution par rapport à 1990 (96,2 %). La répartition détaillée en 2018 est la suivante : 
terres arables (95 %), zones urbanisées (5 %). L'évolution de l’occupation des sols de la commune et de ses infrastructures peut être observée sur les différentes représentations cartographiques du territoire : la carte de Cassini (XVIIIe siècle), la carte d'état-major (1820-1866) et les cartes ou photos aériennes de l'IGN pour la période actuelle (1950 à aujourd'hui).

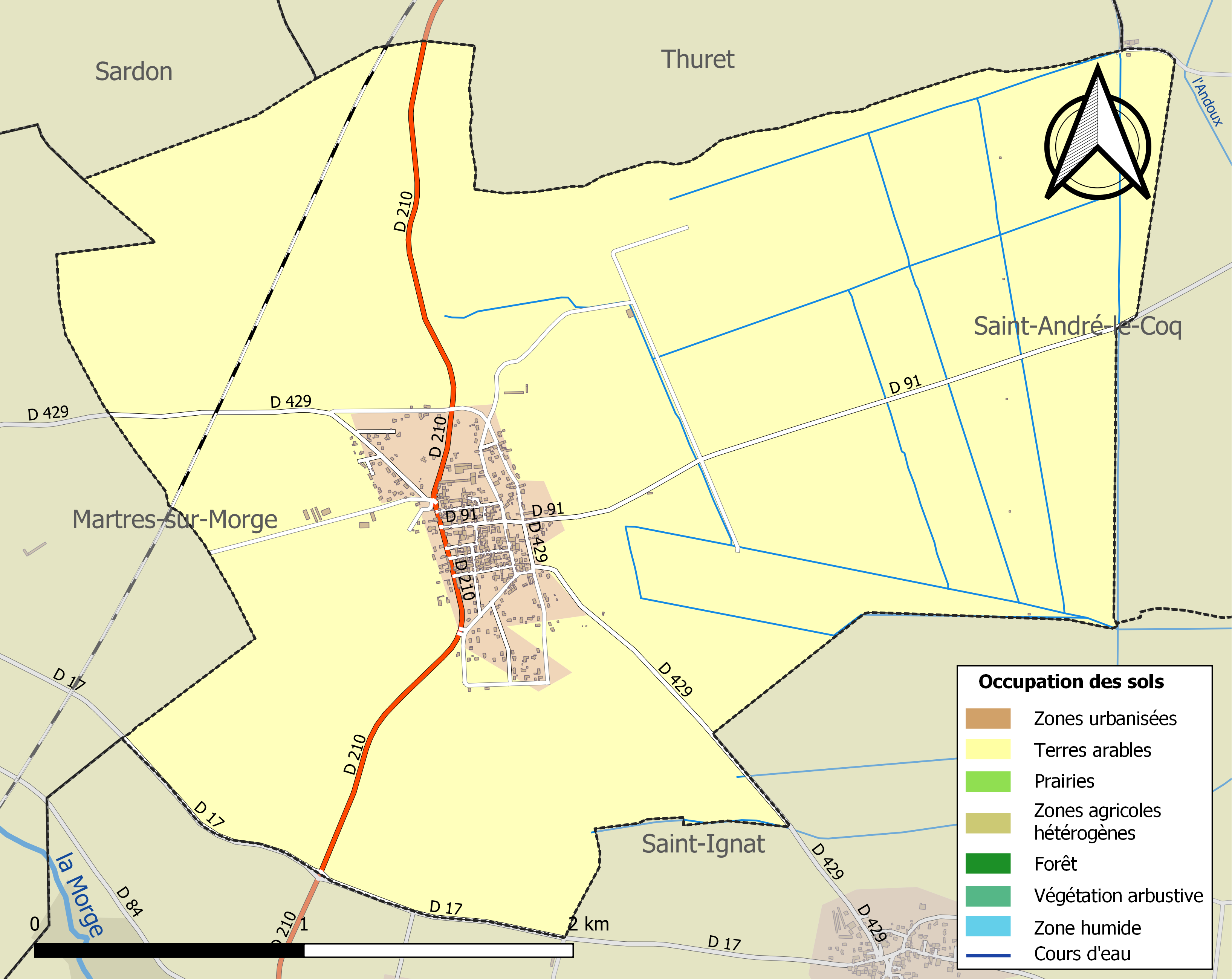
Carte des infrastructures et de l'occupation des sols de la commune en 2018 (CLC).

### Voies de communication et transports

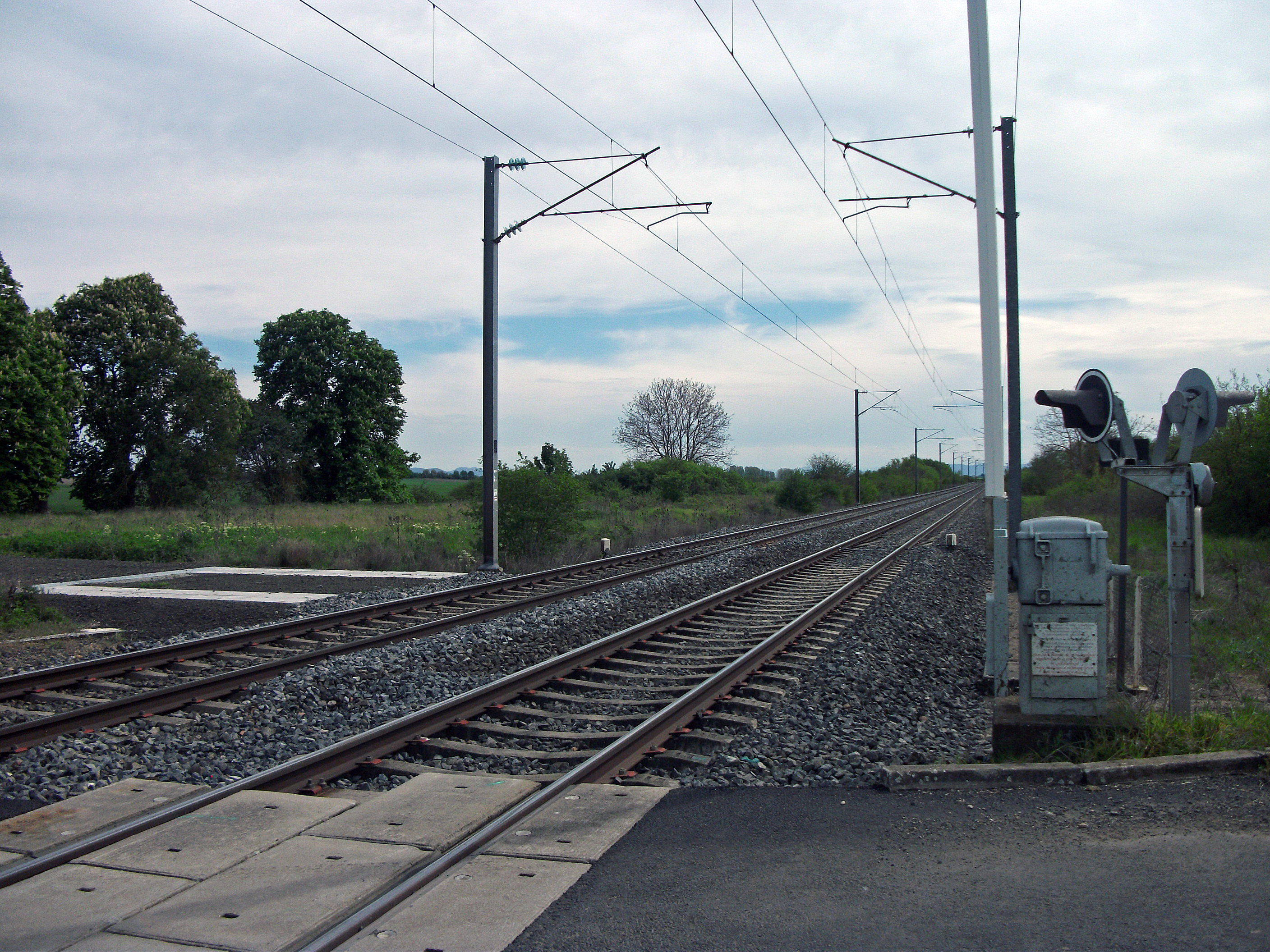
La voie ferrée vers Riom.

- RD 91 (vers Pagnant, lieu-dit de Saint-André-le-Coq)
- RD 210 (axe Clermont-Ferrand – Ennezat – Randan – Vichy)
- RD 429 (vers Martres-sur-Morge et Saint-Ignat)

La ligne de Vichy à Riom passe à l'ouest de la commune et la RD 429 la coupe à niveau près du PK 394. Il a existé une gare, mais celle-ci a été démolie.
La ligne 70 (Clermont-Ferrand – Thuret) du réseau Transdôme dessert la commune.[Passage à actualiser]
Surat est desservie par le transport à la demande du réseau RLV Mobilités permettant aux usagers de rejoindre Ennezat, Riom ou tout autre point d'arrêt de la zone TAD 2 couvrant les communes de l'est de la communauté d'agglomération.

### Risques naturels et technologiques
La commune est soumise à plusieurs risques :
- phénomène lié à l'atmosphère ;
- phénomènes météorologiques ;
- risque sismique : zone de sismicité de niveau 3 selon la classification probabiliste de 2011 ;
- transport de matières dangereuses du fait de passages de trains de marchandises sur la ligne de Vichy à Riom[17].

Aucun plan de prévention des risques naturels n'a été approuvé et le DICRIM n'existe pas encore.

## Histoire
La commune est créée en 1904 par la scission de Saint-Ignat.

## Politique et administration

### Découpage territorial
Membre du canton d'Ennezat jusqu'en mars 2015, Surat fait partie du canton d'Aigueperse depuis cette date.

### Administration municipale
Le maire sortant, Roland Grenet, a été réélu au premier tour des élections municipales de 2020. Le conseil municipal, réuni en mai pour élire le maire, a désigné quatre adjoints.
| Période                                  | Période                    | Identité          | Étiquette | Qualité |
| ---------------------------------------- | -------------------------- | ----------------- | --------- | ------- |
| Les données manquantes sont à compléter. |                            |                   |           |         |
| mars 1959                                | mars 1989                  | René Grenet       |           |         |
| mars 1989                                | mars 2014                  | Jean-Paul Liabeuf |           |         |
| mars 2014 (réélu en mai 2020)            | En cours (au 11 juin 2020) | Roland Grenet     |           |         |

## Équipements et services publics

### Enseignement
Surat dépend de l'académie de Clermont-Ferrand. Elle gère une école élémentaire publique.
Les élèves poursuivent au collège de Maringues puis au lycée Virlogeux de Riom pour les filières générales et STMG, à Riom ou à Thiers pour la filière STI2D.

## Population et société

### Démographie
L'évolution du nombre d'habitants est connue à travers les recensements de la population effectués dans la commune depuis 1906. Pour les communes de moins de 10 000 habitants, une enquête de recensement portant sur toute la population est réalisée tous les cinq ans, les populations de référence des années intermédiaires étant quant à elles estimées par interpolation ou extrapolation. Pour la commune, le premier recensement exhaustif entrant dans le cadre du nouveau dispositif a été réalisé en 2006.

En 2022, la commune comptait 611 habitants, en évolution de +7,76 % par rapport à 2016 (Puy-de-Dôme : +2,1 %, France hors Mayotte : +2,11 %).
| 1906 | 1911 | 1921 | 1926 | 1931 | 1936 | 1946 | 1954 | 1962 |
| ---- | ---- | ---- | ---- | ---- | ---- | ---- | ---- | ---- |
| 458  | 467  | 390  | 402  | 371  | 351  | 313  | 312  | 304  |

| 1968 | 1975 | 1982 | 1990 | 1999 | 2006 | 2011 | 2016 | 2021 |
| ---- | ---- | ---- | ---- | ---- | ---- | ---- | ---- | ---- |
| 326  | 333  | 376  | 403  | 393  | 488  | 545  | 567  | 601  |

| 2022 | - | - | - | - | - | - | - | - |
| ---- | - | - | - | - | - | - | - | - |
| 611  | - | - | - | - | - | - | - | - |

## Culture locale et patrimoine

### Lieux et monuments
Surat ne compte aucun édifice ou objet inscrit ou classé aux monuments historiques.